# Maria Charles
Maria Charles, all'anagrafe Maria Zena Schneider (Londra, 22 settembre 1929 – 21 aprile 2023) è stata un'attrice britannica.

## Biografia
Di famiglia ebraica, Maria Charles fece il suo debutto sulle scene nel 1945 e l'anno successivo lavorò a Londra nel musical Pick up Girl. Da allora apparve assiduamente a teatro, recitando, tra gli altri, nella commedia shakespeariana Misura per misura (1979), nei musical The Boy Friend (1954), Annie (1979), Fiddler on the Roof (1983) e Follies (1987), e nei classici Il Tartuffo, La scuola della maldicenza, A spasso con Daisy e Riccardo III.
Diresse due musical nel West End londinese: The Boy Friend nel 1995 e Poppy nel 1999. 
Apparve in una dozzina di film, tra cui Chiamata per il morto, La vendetta della pantera rosa, Cuba, Victor Victoria, Sixty Six e Hot Fuzz. La Charles recitò anche in numerose serie TV: Casualty, Holby City, Skins e Ritorno a Brideshead.

## Vita privata
Fu sposata con l'attore Robin Hunter, da cui divorziò nel 1966; la coppia ebbe due figlie, Samantha e Kelly Hunter.

## Filmografia parziale

### Cinema
- Chiamata per il morto (The Deadly Affair), regia di Sidney Lumet (1966)
- La vendetta della pantera rosa (The Revenge of the Pink Panther), regia di Blake Edwards (1978)
- Cuba, regia di Richard Lester (1979)
- Victor Victoria (Victor/Victoria), regia di Blake Edwards (1982)
- Sixty Six, regia di Paul Weiland (2000)
- Hot Fuzz, regia di Edgar Wright (2007)